# اسلیم کل
اسلیم کُل (انگلیسی: Slim Cole؛ ۶ مه ۱۸۹۲ – تاریخ درگذشت نامعلوم) بازیگر و بدل‌کار اهل ایالات متحده آمریکا بود. وی بین سال‌های ۱۹۱۵ تا ۱۹۳۲ میلادی در فیلم درجه ب صامت وسترن فعالیت می‌کرد.

از فیلم‌ها یا مجموعه‌های تلویزیونی که وی در آن‌ها نقش داشته‌است، می‌توان به طلا، دوش‌فنگ، زندگی سگی و روز مرخصی او اشاره نمود.